# Puos d'Alpago
Puos d'Alpago é uma comuna italiana da região do Vêneto, província de Belluno, com cerca de 2.347 habitantes. Estende-se por uma área de 13 km², tendo uma densidade populacional de 181 hab/km². Faz fronteira com Chies d'Alpago, Farra d'Alpago, Pieve d'Alpago, Ponte nelle Alpi, Tambre.

## Demografia
| Variação demográfica do município entre 1861 e 2011                               |
|                                                                                   |
| Fonte: Istituto Nazionale di Statistica (ISTAT) - Elaboração gráfica da Wikipedia |